# Кот-д'Ор
Кот-д'Ор (фр. Côte-d’Or, дос. «Золотий Берег») — департамент на сході Франції.

## Історія
Кот-д'ор — один з 83 департаментів, створених під час Французької революції. Він був створений 4 березня 1790 року на частині території провінції Бургундія.

## Географія
Департамент є частиною регіону Бургундія. Площа території 8763 км². На північ від Діжона тягнеться гірська гряда плато Лангр. На південному сході протікає річка Сона. Департамент включає 3 округи, 43 кантони і 707 комун.